# Національне шосе 23 (Естонія)
Національне шосе 23 — другорядне шосе в Естонії. Дорога пролягає від Раквере до Хальяла і має довжину 8,3 кілометра.